# Horní Třešňovec
Horní Třešňovec (en allemand : Ober Johnsdorf) est une commune du district d'Ústí nad Orlicí, dans la région de Pardubice, en Tchéquie. Sa population s'élevait à 628 habitants en 2024.

## Géographie
Horní Třešňovec se trouve à 4 km au nord-nord-ouest de Lanškroun, à 15 km à l'est-sud-est d'Ústí nad Orlicí, à 60 km à l'est-sud-est de Pardubice et à 156 km à l'est de Prague.
La commune est limitée par Horní Čermná au nord et à l'est, par Lanškroun au sud, par Ostrov au sud-ouest et par Dolní Čermná à l'ouest.

## Histoire
La première mention écrite de la localité date de 1304.

## Transports
Par la route, Horní Třešňovec se trouve à 5 km de Lanškroun, à 23 km d'Ústí nad Orlicí, à 80 km de Pardubice et à 193 km de Prague. 